# Трощейково
Трощейково — деревня в Дмитровском районе Московской области, в составе Сельского поселения Костинское. Население — 14 чел. (2010). До 2006 года Трощейково входило в состав Костинского сельского округа.
С 1923 по 1926 год был центром Трощейковского сельсовета.

## Расположение
Деревня расположена в юго-восточной части района, примерно в 10 км на юго-восток от Дмитрова, на правом берегу реки Хаустовка (левый приток Яхромы), высота центра над уровнем моря 165 м. Ближайшие населённые пункты — посёлок Лавровки на северо-востоке, Сергейково на юге и Ваньково на юго-западе.

## Население
| 2002 | 2006 | 2010 |
| ---- | ---- | ---- |
| 7    | ↗19  | ↘14  |